# NGC 1797
NGC 1797 je galaksija u zviježđu Eridanu.

## Vanjske poveznice
- SEDS: NGC 1797